# Valzer in bianco
Valzer in bianco (円舞曲は白いドレスで?, Warutsu wa shiroi doresu de) è uno shōjo manga scritto e disegnato da Chiho Saitō. Inizialmente pubblicato a puntate sulla rivista Flower Comics della Shogakukan nel 1990, è stato poi raccolto in quattro tankōbon.
Alcuni anni dopo, nel 1994, l'autrice ha creato anche un seguito, intitolato Magnolia Waltz. Sempre su Flower Comics sono comparse due storie brevi dedicate al personaggio Masaomi: la prima, Lilac Nocturne, realizzata nel 1991, la seconda, Tuberose Serenade, nel 1995.
In Italia è stato pubblicato da Star Comics, all'interno della testata Kappa Extra, nel 2004. Successivamente lo stesso editore ha pubblicato il seguito, con il titolo Valzer delle magnolie, e le due storie brevi, intitolate rispettivamente Notturno di lillà e Serenata di tuberose.

## Trama
Giappone, anno decimo del Periodo Shōwa (1935): Koto Aoki è una ragazza giapponese di sedici anni, figlia di un sarto e di una nobildonna, deceduta quando lei era piccola, già diseredata dalla propria famiglia a causa del matrimonio con una persona socialmente inferiore. Dal momento che gli affari paterni stanno andando male, Koto viene promessa in sposa al ricco e affascinante Masaomi Kidoin, suo cugino, nonché erede dei baroni Kidoin, famiglia d'origine di sua madre.
Il sogno di Koto, però, è quello di affermarsi come sarta di successo per donne e rifiuta quindi di sottostare alle rigide regole della famiglia Kidoin, che vorrebbe far di lei una perfetta ed ubbidiente nobildonna giapponese.
Una sera, al ballo dell'ambasciata d'Inghilterra, Koto perde una scarpetta in una delle stanze del palazzo ed assiste involontariamente ad uno scontro tra militari inglesi. Uno dei due, William Sagit Aster, è in realtà una spia del movimento d'indipendenza nazionale indiano e, rimasto ferito, per evitare di destare sospetti, chiede a Koto di danzare con lui un valzer, per non dare nell'occhio. La ragazza rimane terribilmente affascinata dall'esotico personaggio, da cui si sente attratta, e decide di aiutarlo, nascondendolo in casa sua. Tra i due nasce presto un forte sentimento, ma Hanako, sorella minore di Masaomi, da sempre gelosa di Koto, informa il fratello della relazione clandestina e del fatto che la cugina ha nascosto una spia. Nonostante questo, Koto riesce a far scappare l'amato Sagit senza conseguenze.
Qualche tempo dopo, mentre Koto tenta di far conoscere le sue abilità di sarta tra le nobildonne inglesi, in modo da aiutare suo padre nell'attività, avviene un nuovo incontro con Sagit, presso la residenza della moglie dell'ambasciatore britannico. Alla festa è presente anche Masaomi, che realizza ormai quali siano i veri sentimenti della sua fidanzata. Pertanto, con l'intento di controllarla maggiormente, Koto viene costretta a vivere in casa Kidoin già prima delle nozze; tuttavia, nonostante i divieti, la ragazza riesce a ritagliarsi una certa fama per le sue doti di sarta e ad attirare un pubblico raffinato, tra cui Diana, la figlia del colonnello Gregory, il peggior nemico di Sagit e a conoscenza della sua identità di spia.
Grazie a Diana, Koto viene a sapere di un piano del colonnello Gregory per arrestare Masaomi insieme al signor Virla, capo del movimento d'indipendenza nazionale indiano. La ragazza si reca al quartier generale inglese per avvertire Sagit, ma viene scoperta e salvata in extremis dall'intervento di Diana. Grazie all'aiuto di quest'ultima, travestita da maschio, riesce a raggiungere il porto di Yokohama, dove avrebbe dovuto sbarcare Virla, nonché luogo del previsto arresto di Sagit. La ragazza riesce a introdursi sulla nave prima dello sbarco e con sua grande sorpresa scopre che il capo indiano è in realtà una donna, la vedova del signor Virla. Coraggiosamente Koto si offre di sostituirla, ma nel frattempo sopraggiungono sia Masaomi, sia Sagit, che escogitano un altro piano. Masaomi scorta fuori dalla nave la signora indiana e Koto, travestita in modo da passare per la figlia della “turista”, mentre Sagit finge di essere il signor Virla. Durante la fuga, Sagit viene ferito e si getta in mare per sfuggire all'esercito.
Sagit è dato per morto e di fronte a questa realtà Koto si arrende e decide di acconsentire alle nozze con Masaomi Kidoin. Durante il viaggio di nozze, fa di nuovo la sua comparsa Sagit, sotto falsa identità, e reclama per sé Koto. Masaomi lo sfida a duello e l'indiano, dopo averlo ferito al volto, riesce a scappare. Kidoin, allora, per vendicarsi dell'amore provato da Koto per lo straniero, decide di attirare Sagit in una trappola ad un ballo dell'ambasciata, in modo da farlo arrestare. Tuttavia, nonostante la presenza dei militari, Sagit riesce a scappare dalla festa insieme a Koto ed è pronto a imbarcarsi con lei e a lasciare il Giappone. Masaomi cerca di fermarli, minacciando addirittura di uccidere Koto, pur di non consegnarla al rivale; tuttavia, colpito dai sentimenti della ragazza, decide di permetterle di fuggire insieme all'innamorato.

## Personaggi
- Koto Aoki (青樹 湖都?, Aoki Koto) è la protagonista della storia. È una ragazza di sedici anni, figlia di un sarto e di una nobildonna appartenente alla famiglia dei baroni Kidoin. La madre di Koto, diseredata dalla propria famiglia a causa della fuga d'amore e delle nozze impari, è morta quando lei aveva dieci anni. Nonostante questo screzio familiare, Koto è cresciuta restando in rapporti di amicizia con la famiglia materna e viene prescelta dal barone Kidoin come sposa del suo erede, Masaomi. Koto ha sempre ammirato il cugino per la sua fermezza, ma lo teme anche e crede che lui voglia sposarla solo per dovere e non per amore. Per aiutare la difficile situazione economica della propria famiglia, Koto, pur controvoglia, accetta di sposare Masaomi, ma tuttavia rifiuta di sottostare alle rigide regole della famiglia Kidoin: con grande scandalo, si presenta alla cerimonia di fidanzamento in abiti occidentali piuttosto che in kimono. Parimenti, Koto rifiuta di rinunciare al suo più grande sogno: diventare una sarta professionista di abiti da donna occidentali.
- William Sagit Aster (ウィリアム・サジット・アスター?, Wiriamu Sajitto Asutā) ha ventun anni ed è un guardiamarina dell'esercito imperiale britannico, figlio illegittimo di un ex viceré dell'India e di una nobildonna indiana, discendente dalla famiglia reale del paese. Ha un fratellastro maggiore, Nigel, figlio legittimo della consorte del viceré[1]. Sagit è cresciuto inizialmente con la madre a Srinagar, ma a dodici anni è stato mandato in Inghilterra per volontà di suo padre, affinché studiasse all'Eton College e ricevesse l'educazione tipica del gentiluomo inglese. Nonostante le umiliazioni subite a causa dei sentimenti razzisti della società in cui è cresciuto, Sagit è riuscito a farsi strada nelle cariche anglosassoni, ritagliandosi una posizione di prestigio nell'esercito. Tuttavia, sotto le apparenze di brillante e fedele suddito inglese, continua ad allacciare rapporti con il paese natio ed entra a far parte del movimento d'indipendenza nazionale indiano, agendo come spia. È un uomo colto e raffinato e, tra le altre cose, ha imparato molto bene la lingua giapponese.
- Masaomi Kidoin (鬼堂院 将臣?, Kidoin Masaomi) ha diciannove anni ed è l'erede dei baroni Kidoin, la famiglia a cui apparteneva la madre di Koto. Nonostante sia il secondogenito, è stato designato da suo padre come erede del casato, visto che suo fratello maggiore Ryuichi è stato diseredato, non avendo voluto diventare un militare secondo le tradizioni della famiglia. Masaomi è un giovane dalla bellezza glaciale, sicuro di sé e sempre controllato, dimostrando apparentemente di non nutrire particolare affetto per nessuno. A suo dire, il suo unico interesse è quello di far carriera nell'esercito, per rispettare la volontà di suo padre e mantenere l'onore del casato. Sempre per volere di suo padre, a cui obbedisce senza esitazione, decide di chiedere in sposa la cugina Koto. Verso quest'ultima, dimostrerà poi un inatteso e profondo sentimento, che lo spingerà a disubbidire all'autorità paterna e a non curarsi della reputazione della sua famiglia
È ispirato a Char Aznable, antagonista di Mobile Suit Gundam, e al personaggio interpretato da Kiichi Nakai nel film La flotta combinata (連合艦隊?, Rengō kantai), 1981[2].
- Ryuichi Kidoin (鬼堂院 龍一?, Kidoin Ryūichi) ha ventisei anni ed è il fratello maggiore di Masaomi. È stato diseredato da suo padre perché non ha voluto intraprendere la carriera militare, requisito ritenuto indispensabile per essere il capo del casato dei Kidoin. Dopo aver lasciato la propria famiglia, si è dato al commercio, ottenendo un discreto successo e allacciando buoni rapporti con gli inglesi. È estremamente affezionato alla cugina Koto, che aiuterà in ogni circostanza.
L'autrice ha rivelato di averlo chiamato così pensando a Ryūichi Sakamoto, di cui ascolta volentieri la musica mentre lavora[3].
- Hanako Kidoin (鬼堂院 華子?, Kidoin Hanako) ha sedici anni ed è la sorella minore di Ryuichi e Masaomi, nonché cugina e compagna di classe di Koto. È una ragazza estremamente fiera della nobiltà della propria famiglia e pertanto si comporta spesso in maniera altera ed egoista, ritenendo che tutto le sia dovuto. Prova un letterale sentimento di adorazione nei confronti del fratello Masaomi, che per lei incarna l'uomo ideale, e pertanto detesta la cugina Koto, fidanzata del fratello. Quando scopre che Koto è innamorata di Sagit, tenterà in vari modi di metterle i bastoni tra le ruote, sia per farla soffrire, sia per screditarla agli occhi del fratello, sperando che quest'ultimo decida di non sposarla.
L'autrice l'ha chiamata Hanako pensando all'assonanza tra il suo cognome e quello della protagonista del film La vita di Hanako Kiryūin (鬼龍院花子の生涯?, Kiryūin Hanako no shōgai), 1982[4].
- Il barone Kidoin (鬼堂院男爵?, Kidoin Danshaku) è il padre di Ryuichi, Masaomi e Hanako. È un militare dal carattere autoritario e severo, estremamente fiero della propria nobiltà e della fama del proprio casato, acquisita nel corso dei secoli grazie al valore bellico dei suoi membri. Per questo motivo ha diseredato il figlio maggiore Ryuichi, che si è rifiutato di far carriera sotto le armi. È stato il barone a decidere di far sposare Masaomi con Koto, anche se quest'ultima è di rango inferiore ed è la figlia di una donna diseredata della famiglia Kidoin. Ha preso questa decisione perché, durante un'azione bellica, è stato salvato dal padre di Koto. Nonostante il carattere ribelle di quest'ultima, la ammira per la sua forte determinazione e cerca di metterla alla prova.
- Famiglia Aoki: composta da Koto, suo padre, suo fratello Kotaro e dalla moglie di questi, Shizuka. Il padre di Koto è un uomo della ricca borghesia, proprietario di un avviato negozio di sartoria a Ginza, da lui fondato con grandi sacrifici. Prima che Koto nascesse era soltanto un povero sarto e si era sposato con una nobildonna della famiglia Kidoin, contro la volontà di quest'ultima. Negli ultimi tempi gli affari del signor Aoki vanno male, perché rifiuta di realizzare uniformi militari per l'esercito giapponese, ritenendo che questo compito svilisca il suo mestiere: per questo motivo il suo negozio e la sua famiglia sono presi di mira dai movimenti nazionalisti. Il fratello maggiore di Koto, Kotaro, è un militare ed è in missione in Cina[5]. Sua moglie Shizuka, di due anni maggiore di Koto, è una tranquilla ragazza giapponese, apparentemente soddisfatta della posizione subalterna, che la società tradizionalista le ha imposto: è in ottimi rapporti con la cognata.
- Diana Gregory (ダイアナ・グレゴリー?, Daiana Guregorī) è una bella ed algida aristocratica inglese, figlia del colonnello Gregory, militare che trama alle spalle di Sagit e intenzionato ad arrestarlo. Diana è una donna moderna ed emancipata, amante della moda, e rimane colpita dagli abiti confezionati da Koto. Nel corso della storia aiuterà più volte la ragazza, informandola (volontariamente e non) dei piani del padre contro Sagit.
- La signora Virla (ビルラ?, Birura)[6] è il capo dell'Indian Club, il movimento d'indipendenza nazionale indiano, intenzionato a reclamare la libertà dell'India dall'Impero britannico. Inizialmente viene fatto credere che il capo del movimento sia un uomo: in effetti, il leader del movimento era il signor Virla e la moglie ne ha preso il posto dopo la morte. Si affeziona a Koto e a Sagit e fa in modo di aiutarli a realizzare la loro storia d'amore.

## Volumi
| Nº | Titolo italiano    | Data di prima pubblicazione         | Data di prima pubblicazione |
| Nº | Titolo italiano    | Giapponese                          | Italiano                    |
| 1  | Valzer in bianco 1 | 26 maggio 1990 ISBN 4-09-133411-3   | 9 luglio 2004               |
| 2  | Valzer in bianco 2 | 27 agosto 1990 ISBN 4-09-133412-1   | 10 agosto 2004              |
| 3  | Valzer in bianco 3 | 26 ottobre 1990 ISBN 4-09-133413-X  | 6 settembre 2004            |
| 4  | Valzer in bianco 4 | 17 dicembre 1990 ISBN 4-09-133414-8 | 6 ottobre 2004              |